# AFI Division 1 2022
La AFI Division 1 2022 è stata l'8ª edizione del campionato irlandese di football americano di secondo livello, organizzato dalla IAFL.

## Squadre partecipanti
| Club                 | Città    | Stadio | Sponsor ufficiale | Risultato nella stagione 2019 |
| -------------------- | -------- | ------ | ----------------- | ----------------------------- |
| Cill Dara Crusaders  | Naas     |        |                   |                               |
| Donegal Derry Vipers | Derry    |        |                   |                               |
| Trinity College      | Dublino  |        |                   |                               |
| UL Vikings           | Limerick |        |                   |                               |
| Westmeath Minotaurs  | Athlone  |        |                   |                               |
| Wexford Eagles       | Gorey    |        |                   |                               |

## Stagione regolare

### Calendario

#### 1ª giornata
| Santry 13 marzo 2022 | Trinity College | 20 – 0 referto | Donegal Derry Vipers | Trinity Sports Grounds |

| Castletroy 13 marzo 2022 | UL Vikings | 12 – 6 referto | Wexford Eagles | Maguires Pitches UL |

#### 2ª giornata
| Derry 27 marzo 2022 | Donegal Derry Vipers | 30 – 12 referto | Cill Dara Crusaders | Prehen Playing Fields |

| Santry 27 marzo 2022 | Trinity College | 6 – 0 referto | UL Vikings | Trinity Sports Grounds |

#### 3ª giornata
| Mullingar 3 aprile 2022 | Westmeath Minotaurs | 30 – 0 (a tavolino) referto | Wexford Eagles | Shay Murtagh Park |

#### 4ª giornata
| Newbridge 10 aprile 2022 | Cill Dara Crusaders | 39 – 47 referto | UL Vikings | Newbridge College |

| Mullingar 10 aprile 2022 | Westmeath Minotaurs | 13 – 0 referto | Donegal Derry Vipers | Shay Murtagh Park |

| Craanford 10 aprile 2022 | Wexford Eagles | 0 – 22 referto | Trinity College | Craanford Sports Complex |

#### 5ª giornata
| Newbridge 1º maggio 2022 | Cill Dara Crusaders | 30 – 0 (a tavolino) referto | Wexford Eagles | Newbridge College |

#### 6ª giornata
| Castletroy 15 maggio 2022 | UL Vikings | 10 – 10 referto | Donegal Derry Vipers | Maguires Pitches UL |

| Gorey 15 maggio 2022 | Wexford Eagles | 0 – 30 (a tavolino) referto | Westmeath Minotaurs | Gorey Town and District Park |

#### 7ª giornata
Giornata rinviata.

#### 8ª giornata
| Newbridge 29 maggio 2022 | Cill Dara Crusaders | 13 – 39 referto | Trinity College | Newbridge College |

| Derry 29 maggio 2022 | Donegal Derry Vipers | 7 – 24 referto | Westmeath Minotaurs | Prehen Playing Fields |

#### 9ª giornata
| Derry 2 giugno 2022 | Donegal Derry Vipers | 30 – 0 (a tavolino) referto | Trinity College | Prehen Playing Fields |

| Castletroy 5 giugno 2022 | UL Vikings | 0 – 16 referto | Westmeath Minotaurs | Maguires Pitches UL |

| Gorey 5 giugno 2022 | Wexford Eagles | 0 – 30 (a tavolino) referto | Cill Dara Crusaders | Gorey Town and District Park |

#### 10ª giornata
| Castletroy 19 giugno 2022 | UL Vikings | 30 – 0 (a tavolino) referto | Trinity College | Maguires Pitches UL |

| Mullingar 19 giugno 2022 | Westmeath Minotaurs | 34 – 7 referto | Cill Dara Crusaders | Shay Murtagh Park |

#### 11ª giornata
| Derry 26 giugno 2022 | Donegal Derry Vipers | 30 – 0 (a tavolino) referto | Wexford Eagles | Prehen Playing Fields |

| Mullingar 26 giugno 2022 | Westmeath Minotaurs | 6 – 26 referto | UL Vikings | Shay Murtagh Park |

#### Recuperi 1
| Santry 2022 | Trinity College | 0 – 30 (a tavolino) referto | Cill Dara Crusaders | Trinity Sports Grounds |

#### 12ª giornata
| Newbridge 10 luglio 2022 | Cill Dara Crusaders | 24 – 8 referto | Donegal Derry Vipers | Newbridge College |

| Santry 10 luglio 2022 | Trinity College | 0 – 30 (a tavolino) referto | Westmeath Minotaurs | Trinity Sports Grounds |

| Gorey 10 giugno 2022 | Wexford Eagles | 0 – 30 (a tavolino) referto | UL Vikings | Gorey Town and District Park |

### Classifica
La classifica della regular season è la seguente.
- PCT = percentuale di vittorie, G = partite giocate, V = partite vinte,  P = partite perse, PF = punti fatti, PS = punti subiti

| Pos. | Squadra              | PCT  | G | V | N | P | PF  | PS  |
| ---- | -------------------- | ---- | - | - | - | - | --- | --- |
| 1    | Westmeath Minotaurs  | 875  | 8 | 7 | 0 | 1 | 183 | 40  |
| 2    | UL Vikings           | .688 | 8 | 5 | 1 | 2 | 155 | 83  |
| 3    | Cill Dara Crusaders  | .500 | 8 | 4 | 0 | 4 | 185 | 158 |
| 4    | Donegal Derry Vipers | .438 | 8 | 3 | 1 | 4 | 115 | 103 |
| -    | Trinity College      | .500 | 8 | 4 | 0 | 4 | 87  | 133 |
| -    | Wexford Eagles       | .000 | 8 | 0 | 0 | 8 | 6   | 214 |

## Playoff

### Tabellone
|  | Semifinali | Semifinali           | Semifinali |            |    | VII Division 1 Bowl | VII Division 1 Bowl | VII Division 1 Bowl |  |
|  |            |                      |            |            |    |                     |                     |                     |  |
|  | 1          | Westmeath Minotaurs  | 41         |            |    |                     |                     |                     |  |
|  | 1          | Westmeath Minotaurs  | 41         |            |    |                     |                     |                     |  |
|  | 4          | Donegal Derry Vipers | 6          |            |    |                     |                     |                     |  |
|  | 4          | Donegal Derry Vipers | 6          |            | 1  | Westmeath Minotaurs | 16                  |                     |  |
|  |            |                      |            |            | 1  | Westmeath Minotaurs | 16                  |                     |  |
|  |            |                      | 2          | UL Vikings | 13 |                     |                     |                     |  |
|  | 2          | UL Vikings           | 2          | UL Vikings | 13 | 21                  |                     |                     |  |
|  | 2          | UL Vikings           |            |            |    |                     |                     |                     |  |
|  | 3          | Cill Dara Crusaders  | 18         |            |    |                     |                     |                     |  |

### Semifinali
| 17 giugno 2022 | Westmeath Minotaurs | 41 – 6 | Donegal Derry Vipers |  |

| 17 giugno 2022 | UL Vikings | 21 – 18 | Cill Dara Crusaders |  |

### VII Division 1 Bowl
| Belfast 31 luglio 2022, ore 16:00 | Westmeath Minotaurs | 16 – 13 (0-7 7-6 6-0 3-0) referto | UL Vikings | Newforge Country Club |

## Verdetti
- Westmeath Minotaurs Vincitori della AFI Division 1 2022